# Voxna
Voxna tidigare Woxna är en ett före detta stationssamhälle i Voxna socken i södra Hälsingland, Ovanåkers kommun, vid järnvägen Bollnäs-Orsa och järnvägen Voxna-Lobonäs som utgick ifrån Voxna station.
Voxna ligger några kilometer söder om socknens kyrkby Voxnabruk och liksom den vid Voxnan. 
År 2003 hade Voxna cirka 40 invånare. 2007 invigdes Jim Reeves-museum i Voxna gamla järnvägshotell.

## Personer med anknytning till Voxna
Ernst Danielson, elektroingenjör och pionjär inom högspänningsteknik.